# بتلهم استیل
بتلهم استیل (به انگلیسی: Bethlehem Steel) یک شرکت فولادسازی و کشتی‌سازی بود که در سال ۱۹۰۴ فعالیت خود را آغاز کرد. این ابرشرکت دومین تولیدکننده بزرگ فولاد آمریکا و بزرگترین سازنده کشتی بود.